# Nordic Paper

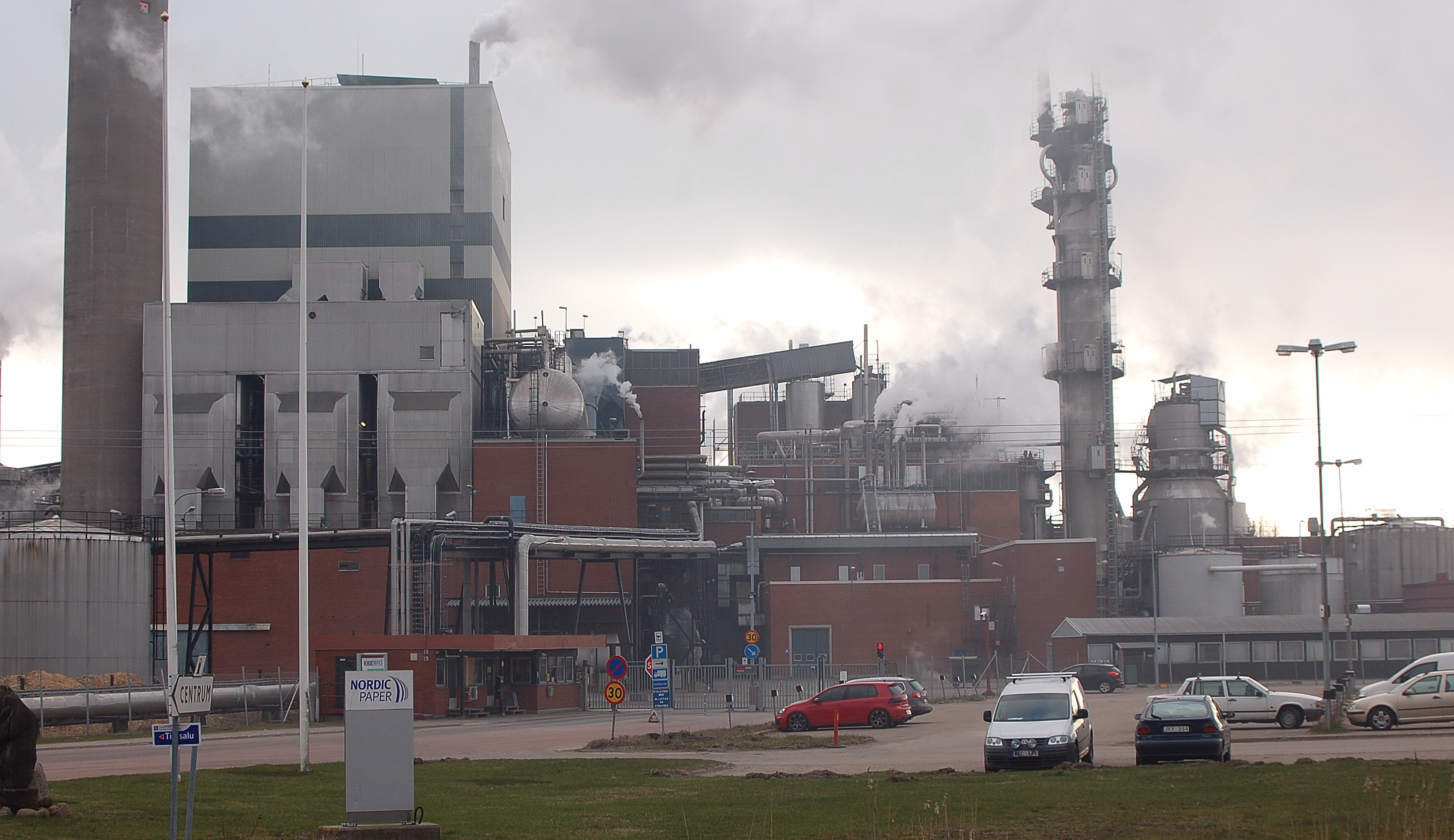
Bäckhammars bruk

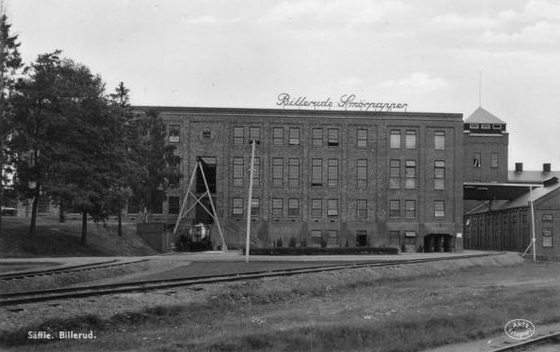
Säffle sulfitfabrik

Nordic Paper Holding Ab är ett börsnoterat svenskt pappersföretag med den kinesiska koncernen Anhui Shanying Paper som största ägare.
Nordic Paper grundades som ett norskt företag genom avknoppning av Greåkers pappersbruk och Säffle sulfitfabrik från M. Peterson & Søn och Geithus pappersbruk från de norska skogsägarnas ATA Skog 2001. Nordic Paper ägdes vid grundandet av M. Peterson & Søn (55 procent) och Norske Skog (45 procent). 
Geithus pappersbruk lades ned 2006. Samma år såldes Nordic Paper, då med en omsättning på 825 miljoner norska kronor och omkring 400 anställda, till externa investerare samt till två personer i Nordic Papers ledning.
Nordic Paper köpte 2008 Wermland Paper, som bildats 2003 genom en sammanslagning av Bäckhammars bruk och Åmotfors bruk. 
År 2014 köptes den dominerande aktieposten (62 procent) av Investeringsfonden Special Situations Venture Partners Fund III, bakom vilken står det schweiziska riskkapitalföretaget Orlando Management AG. Det tyska riskkapitalföretaget Petek GmbH övertog 38 procent.
År 2017 sålde de båda riskkapitalbolagen Nordic Paper till det kinesiska skogsindustriföretaget Anhui Shanying Paper.
I oktober 2020 börsnoterades bolaget, med Anhui Shanying Paper som fortsatt största ägare.

## Tillverkning
Nordic Paper tillverkar smörpapper från externt producerad sulfitmassa i Säffle (årskapacitet 30.000 ton) och Greåker (årskapacitet 35.000 ton) samt kraftpapper för papperssäckar, papperspåsar och emballage från egen sulfatmassa i Bäckhammar (årskapacitet 145.000 ton) och Åmotfors (årskapacitet  45.000 ton).